# 高木公佑
高木 公佑（たかき こうすけ、1982年5月11日 - ）は、日本の俳優。バウムアンドクーヘン所属。旧芸名は高木 公介。
福岡県生まれ。日本大学芸術学部映画学科演技コース卒業。

## 人物・略歴
日本大学芸術学部映画学科演技コースを卒業後、自主映画を中心に活動を開始。出演作が映画祭に立て続けに入選し、多数の受賞歴のある「ふゆの獣」（監督：内田伸輝）においては迫真の泣きの演技により高評価を得る。福岡インディペンデント映画祭ではドキュメンタリーにも関わらず、自身の家族を追った「放蕩息子」（監督：横山善太）において俳優賞を受賞した。
無類の猫好き。よく猫の帽子をかぶっている。
福岡ソフトバンクホークスの大ファンで、夢は福岡ドームで俳優として始球式に呼ばれることである。
書道の段を持っており達筆である。

## 出演

### 映画
- 「スペアキーな冒険」（2010年、監督：奥田徹）
- 「ふゆの獣」（2010年、監督：内田伸輝） - 奥山登 役
- 「お米とおっぱい。」（2011年、監督：上田慎一郎） - 主演
- 「クリープ」（2011年、監督：大和信知）
- 「おだやかな日常」（2012年、監督：内田伸輝） - 公介 役
- 「おんなのこきらい」（2015年、監督：加藤綾佳）
- 「ぼくらの亡命」（2017年、監督：内田伸輝）
- 「youth」（2017年、監督：菱川勢一）
- 「花はだいだい」（2017年、監督：倉持治・佐久間啓輔）
- 「霊的ボリシェヴィキ」（2018年、監督：高橋洋） - 浅野 役
- 「スペシャルアクターズ」（2019年、監督：上田慎一郎）
- 「ミドリムシの夢」（2019年、監督：真田幹也）
- 「種をまく人」（2019年、監督：竹内洋介）
- 「恋愛終婚」（2024年公開予定、監督：岡元雄作）[1][2]

### ショートフィルム
- 「Loved Letter」（2007年、監督：横山善太）
- 「ミリモセンチモ」（2009年、監督：耳井啓明）
- 「きみをよんでるよ」（2010年、監督：朝倉加葉子）
- 「復元師」（2011年、監督：金子雅和）
- 「怪獣の日」（2014年、監督：中川和博） - 涌井役
- 「カミソリ」（2015年、監督：新谷寛行） - コウジ役
- 「ナニカの断片（ガゼルがパインツ）」（2018年、監督：上田慎一郎）
- 「あおい」（2018年、監督：加藤大志）
- 「茶のこころ」（2018年、監督：福岡利武）
- 「ペイル・ブルー・ドット」（2018年、監督：小出豊）
- 「真夜中はいつだって平等で脆く、」（2018年、監督：山田佳奈）
- 「クライングフリーセックス」（2018年、監督：岩崎友彦）
- 「クライングフリーセックス never again !」（2019年、監督：岩崎友彦）
- 「赤ちゃん中華生まれたて食堂」（2019年、監督：近藤啓介）
- 「われらのトリニティ」（2019年、監督：飯塚貴士）
- 「審判」（2019年、監督：船曳真珠）
- 「帰り道」（2019年、監督：東海林毅）
- 「夢の丘」（2019年、監督：高橋洋）
- 「水仙」（2020年、監督：大杉拓真）

### テレビドラマ
- WOWOW「私という運命について」第1話
- NHK BSプレミアム「隠れ菊」第4話・第6話
- NHK BSプレミアム「カラスになったおれは地上の世界を見おろした。」
- ABCテレビ・テレビ朝日「この男は人生最大の過ちです」第8話
- NHK BSプレミアム「56年目の失恋」
- テレビ東京「ウルトラマンZ」第9話 - 研究員3 役
- NHK大河ドラマ「青天を衝け」
- 魔物 第2話・第5話（2025年4月25日・5月23日、テレビ朝日） - フェンシング部コーチ 役[3]

### コマーシャル
- 富士フイルム　イヤーアルバム「子育てを重ねよう」篇
- 東京海上日動あんしん生命メディカルKit R　スキマスイッチ「奏（かなで）」篇
- ユニ・チャーム 　ウェーブ「ふきふきブギ」篇
- webムービー 「フリーナンス」シリーズ
- NTT東日本 　ICTる？地域とともに。「宣言」篇

### ドキュメンタリー
- 「放蕩息子」（2016年、監督：横山善太）